# Hugh de Mortimer (Adliger, † 1180 oder 1181)
Hugh de Mortimer (auch Hugh II de Mortimer) († 1180 oder 1181 in Cleobury Mortimer) war ein anglonormannischer Magnat.

## Herkunft
Hugh de Mortimer entstammte der anglonormannischen Familie Mortimer. Er war der zweite Sohn seines gleichnamigen Vaters Hugh I de Mortimer, seine Mutter ist unbekannt. In der Chronik von Wigmore Abbey wird er fälschlicherweise als Sohn seines Großvaters Ralph de Mortimer bezeichnet. Nach dem frühen Tod seines älteren Bruders Roger vor 1153 erbte er die Besitzungen der Familie in England und in der Normandie. In den mittelalterlichen Quellen ist häufig nicht eindeutig festzustellen, ob Hugh de Mortimer oder sein gleichnamiger Vater gemeint ist.

## Verhältnis zu HeinrichII.
Anfang 1153 gewährte Herzog Heinrich, der spätere König Heinrich II., Mortimer das Privileg, dass seine Lehen in Staffordshire nicht unter die Oberhoheit von Earl Ranulph of Chester fallen würden. Dennoch rebellierte Mortimer schon bald gegen die Versuche des Königs, nach dem langen Bürgerkrieg die königliche Hoheit wiederherzustellen. Der König verlangte die Rückgabe von zahlreichen königlichen Burgen, die während des Bürgerkriegs von Baronen worden waren, darunter auch Bridgnorth Castle, das sich Mortimers Vater während des Bürgerkriegs angeeignet hatte. Gegen die Rückgaben wehrten sich zahlreiche Barone, darunter auch Mortimer. Der Widerstand war jedoch unkoordiniert, und selbst zwischen Mortimer und dem benachbarten Earl Roger of Hereford, der ebenfalls gegen den König rebellierte, gab es keine Zusammenarbeit. Mortimer schätzte Heinrich II. als jung und unerfahren ein, doch er rüstete im Frühjahr 1155 seine Burgen Cleobury, Wigmore und Bridgnorth zur Verteidigung. Der König begann tatsächlich unverzüglich mit der Belagerung der Burgen. Er ließ um Bridgnorth einen mit Wall und Graben bewehrten Belagerungsring anlegen, so dass die Burg von Verstärkungen abgeschnitten war. Daraufhin musste sich Mortimer am 7. Juli 1153 dem König ergeben. Der König behandelte den Rebellen mit Nachsicht. Zwar ließ er Cleobury Castle zerstören, doch Mortimer erhielt Wigmore zurück. Als auch der Earl of Hereford starb, durfte er sogar die Verwaltung von Bridgnorth Castle behalten und wurde als Kronvasall wieder in die Gunst des Königs aufgenommen. In der Folge blieb Mortimer ein loyaler Vasall von Heinrich II., was sicher durch die Feldzüge des Königs in den nächsten Jahren gegen die walisischen Fürsten bestärkt wurde. Für diese Feldzüge kam Heinrich II. mehrfach in die Welsh Marches und konnte so die Aktivitäten der Marcher Lords überwachen.

## Neugründung von Wigmore Abbey
Nach seiner gescheiterten Revolte gegen den König wandte sich Mortimer der Verwaltung seiner Besitzungen in den Welsh Marches zu. Dabei förderte er Wigmore Abbey. Gemäß dem letzten Willen seines Großvaters Ralph de Mortimer war zunächst eine Augustiner bei Shobdon gegründet worden. Diese war von Hughs Vater oder von ihm selbst später nach Aymestrey nordwestlich von Leominster verlegt worden. Der jüngere Hugh befürchtete nun jedoch, dass seine Gegner die Niederlassung als befestigten Stützpunkt nutzen könnten. Es gelang ihm, die Ordensbrüder dazu zu bewegen, das Kloster erneut, dieses Mal nach Wigmore zu verlegen. Dort wurde an einem Bethun genannten Platz eine kleine Anlage mit hölzernen Gebäuden errichtet. Darauf verlegten die Ordensbrüder die Niederlassung zurück nach Shobdon, doch Mortimer bot den Ordensbrüdern nun einen Bauplatz nördlich von Wigmore an, wo 1172 mit dem Bau des neuen Klosters begonnen wurde. Mortimer selbst legte den Grundstein für die Kirche. Ursprünglich wollte er nur 10 Mark für die Baukosten beitragen, die er schließlich doch vollständig übernahm. Dem Kloster schenkte er dazu das Gut und die Kirche von Caynham in Shropshire sowie die Rechte an mehreren anderen Kirchen und Ländereien in Herefordshire und Shropshire. 1179 wurde die Kirche von Bischof Robert Foliot von Hereford geweiht. Mortimer bestätigte nicht nur seine bisherigen Schenkungen, sondern stiftete auch goldenes Meßgeschirr und weitere wertvolle Ausstattungsgegenstände. Gemäß seinem letzten Willen wurde er in Wigmore Abbey beigesetzt. Die Chronik von Wigmore Abbey nennt als sein Todesdatum fälschlicherweise den 26. Februar 1185, doch Mortimer war bereits vier oder fünf Jahre zuvor gestorben, möglicherweise an dem in der Chronik genannten Tag.

## Ehe und Nachkommen
Mortimer hatte Matilda, die Witwe von Philip de Belmeis und Tochter von William le Meschin of Egremont geheiratet. Mit ihr hatte er vier Söhne:
- Hugh († vor 1181)
- Roger II de Mortimer († 1214)
- Ralph de Mortimer
- William de Mortimer

Da sein ältester Sohn Hugh bereits vor ihm gestorben war, wurde nach seinem Tod sein zweiter Sohn Roger zum Erben.